# Quincy Lewis
Quincy Lavell Lewis (Little Rock, 26 giugno 1977) è un ex cestista statunitense, professionista nella NBA, in Israele, Spagna e Grecia.

## Palmarès

### Squadra
- Campionato israeliano: 1

Maccabi Tel Aviv: 2002-03
- Coppa di Israele: 1

Maccabi Tel Aviv: 2002-03

### Individuale
- NCAA AP All-America Third Team (1999)